# 유여의
조은왕 유여의(趙隱王 劉如意, 기원전 207년 ~ 기원전 195년)는 전한 초기의 제후왕으로, 전한 고제의 서자이다. 고제의 총애를 받아 한때 혜제의 태자 자리를 위협했고, 그 때문에 혜제 즉위 후 여태후에게 독살됐다.

## 생애
고제가 아직 패공의 지위로 항량에게 종군하였을 때, 정도에서 현지 출신의 척씨와 만났다. 그는 척씨의 미모를 탐내어 자신의 측실로 했다. 생모인 척씨가 아버지의 총애를 한 몸에 받았다. 곧 태어난 유여의는 서자이지만 아버지 고조를 닮아, 활발한 성격의 소년이었다고 한다. 그는 유력한 황태자 후보로서, 이복형인 황태자 유영과 그 지위를 다투게 되었다. 하지만, 여태후와 중신들의 반대에 의해서 그는 황태자가 되지 못했다. 기원전 200년, 대왕 유희가 흉노와 싸우다 봉국을 버리고 달아나 대왕 자리가 비어, 여의는 대왕에 봉해졌다. 기원전 198년, 조왕 장오가 조나라 재상 관고의 황제 암살 모의에 연루돼 선평후로 강등되자, 여의는 열 살의 나이에 조왕으로 봉해졌고 대나라 땅도 아울러서 받았다. 그 때, 암살을 두려워한 고조에 의해서, 자신을 과거에 꾸짖었던 주창을 신용하여 조나라의 재상으로 삼았다. 그러나 자신의 또 다른 재상인 진희가 반란을 일으키고 대나라 왕을 칭하면서 고조에 맞서 조나라 서울 한단까지 수비하기에 이르렀다. 진희가 패망한 후, 옛 대나라 땅은 동생 유항에게 분할됐다.
아버지의 죽음 이후, 유여의와 척씨는 여태후에게 황태자 자리를 노린 일로 미움을 받게 되었다. 여태후는 몇 번이고 유여의를 입조시켜 암살하려고 했으나, 조나라 재상 주창의 노력으로 입조는 이루어지지 않았다. 기원전 195년 겨울이 되어, 여태후는 주창을 장안으로 불러들인 사이에 유여의를 장안으로 몰래 불러들였다.
비록 여태후가 유여의의 목숨을 노리고 있었으나, 이복형 혜제는 유여의를 아꼈었다. 여태후가 유여의를 죽일 것이라고 생각한 혜제는 유여의가 입조하자마자 항상 자신의 곁에 두어 지켜주었다. 하지만 어느 날 혜제가 사냥을 나간 사이에 여태후는 유여의를 독살하였고, 생모인 척씨 또한 죽였다.